# خزش محدوده
خزش محدوده، (خزیدن درخواستها یا عوارض سینی ظرفشویی) در مدیریت طرح، اشاره به تغییرات، رشد مداوم یا غیرقابل مهار نیازها و درخواست‌ها در محدوده طرح پس از نقطه شروع اجرای طرح برخلاف برنامه اولیه دارد. معمولاً خزش محدوده زمانی رخ می‌دهد که دامنه یا محدوده یک طرح در زمان طراحی به درستی تعریف و مستند ، و یا مدیریت نشده باشد و حاصل آن، افزایش مدیریت‌نشده تعهدات یا کارهای اجرایی، به میزان بیش از تعهدات اولیه طرح می‌باشد. خزش محدوده در اغلب طرح‌ها، گونه‌ای خطر محسوب می‌شود و به‌طور کلی برای طرح مضر می‌باشد. خزش محدوده اغلب حاصل مواردی چون مدیریت ضعیف تغییرات، عدم شناسایی اهداف اولیه طرح، انتخاب مدیر طرح ضعیف یا ضعف در مدیریت ارتباطات میان ذینفعان اصلی طرح می‌باشد.